# 宇宙戦艦ヤマト2205 新たなる旅立ち
『宇宙戦艦ヤマト2205 新たなる旅立ち』（うちゅうせんかんやまとにいにいぜろご あらたなるたびだち）は、日本のアニメ映画。2021年10月8日に前章「-TAKE OFF-」が、2022年2月4日に後章「-STASHA-」が、それぞれ公開された。
宇宙戦艦ヤマトシリーズの映画の1つである。

## 概要
『宇宙戦艦ヤマト2199』（2012年）から始まったリメイク版アニメシリーズの1作であり、『宇宙戦艦ヤマト2202 愛の戦士たち』（2017年）の続編。リメイク版シリーズとしては6作目、「宇宙戦艦ヤマトシリーズ」の映像作品全体としては総集編を含めると20作目に当たる。
上映については、発表時点では2020年秋と予告していたが、2021年6月11日へ延期され、さらに新型コロナウイルス感染症の流行による『「宇宙戦艦ヤマト」という時代 西暦2202年の選択』の公開延期の影響で本作は同年10月8日の公開となった。
上映に先駆け、2021年6月25日からは同映画に特別映像付き上映という形式で本編冒頭6分18秒が、6月29日には新宿ピカデリーにて監督を務める安田賢司、シリーズ構成・脚本を務める福井晴敏、脚本を務める岡秀樹が登壇するトークイベント「ヤマトーク」付き上映という形式で本編冒頭のオープニングタイトルまでを含む9分20秒が、それぞれ上映された。
『前章 -TAKE OFF-』と『後章 -STASHA-』の全2章で構成される。『宇宙戦艦ヤマト 新たなる旅立ち』以降のシリーズ作品の要素を結集した作品と称されており、デーダーやプレアデス、ヒアデス級といった『新たなる旅立ち』の要素だけでなく、新人乗組員の土門竜介や星間国家のボラー連邦といった『宇宙戦艦ヤマトIII』の要素も盛り込まれている。
2021年11月2日には新宿ピカデリーにて「ヤマトーク」付き上映が行なわれ、安田、福井、岡、メカニカルデザインを務める明貴美加が登壇した。明貴はシリーズに直接関わったことがなかったが、「アニメを好きになるきっかけになった作品」として挙げていたほか、「暗黒星団帝国のメカを一番愛しているのは俺だ！」という思いがあり、それを福井が聞きつけたことがきっかけとなって参加に至ったという。
なお、本作ではキャッチコピーが設定されており、前章が「もう大人たちには期待しない。」、後章が「大人になどなりたくなかった」とそれぞれ福井によって発表されている。
歴代のリメイクシリーズ作品同様、劇場公開終了から約2年後となる2024年5月1日よりテレビ放送を開始。詳細は#テレビ放送の節を参照。

## ストーリー
母星の寿命が近づき滅亡の危機にあるガミラス民族を救うため、移住可能な惑星を探索し続けていたアベルト・デスラーは、天の川銀河の一画に、奇跡的にガミラス人の生存に適した惑星ガルマンを見出す。しかし、星間国家ボラー連邦の支配下にあり、住民はその圧政に喘いでいた。これを解放すべくデスラーは戦いを挑み、ガミラスとボラー連邦の間に紛争が生起する。
一方、地球は平和国家としての印象を喧伝するため、宇宙戦艦ヤマトを旗艦として第65護衛隊を編成し、新兵の訓練を兼ねて地球全権大使である芹沢虎鉄ら平和使節団をガミラス星とイスカンダル星へ送り届ける任務に就く。古代進を新艦長に迎え、ヤマトは再び航海へ旅立つ。
ヤマトの新乗組員の中には、ヤマトと古代進へ険しい目を向ける土門竜介が居た。彼は、ヤマトや古代らの救出と引き換えに時間断層が消滅した直後に父が死亡したという経歴を隠蔽し、ヤマトに乗り込んでいた。古代への復讐が疑われた土門は艦を降ろされそうになるが、古代の配慮により、主計科へ転属する形で残留する。古代は土門に、兄の古代守を失って沖田十三を試そうとしていた当時の自分の姿を重ねていた。
その頃、移民計画を進めていたガミラス星は、謎の勢力デザリアムの襲撃を受ける。イスカンダル星を手中に納めようと目論むデザリアムの手でガミラス星は破壊され、大半のガミラス人が犠牲となったうえ、生き残りの移民船団が避難したイスカンダル星は、デザリアムに持ち去られてしまう。デスラーはガミラス避難民とスターシャたちを救うため、イスカンダル星を追跡してデザリアム艦隊と交戦するが、次第に劣勢となっていく。
大マゼラン星雲までひとっ飛びで行ける亜空間ゲートの近傍まで来ていたヤマト率いる第65護衛隊はガミラス星消滅の報に触れ、対応に苦慮する。隊内でもイスカンダル星とガミラス避難民を助けに行くべきという気持ちを抱いた者が多かったが、敵がボラー連邦に属していた場合、ヤマトの介入はガミラスとボラー連邦の戦争に地球が巻き込まれることを意味するため、芹沢は平和使節団が乗っているヤマトでは決起できないと断言する。そんな中、土門たち新兵6名はイスカンダルを救いたい本音に「地球政府の意思ではなく新兵の反乱」という体裁を繕って反乱を決行したが、失敗する。古代は、連行されてきた土門らに「何故やる前に相談しない？ こっちは経験者だぞ」と言い放つと、芹沢ら平和使節団を下艦させて自らの意思でイスカンダル星へ駆けつける。
イスカンダル星においてデスラー艦隊と第65護衛隊は移民船団とイスカンダルを守るために奮戦するが、敵要塞自動惑星ゴルバの圧倒的力の前に絶体絶命となる。その時、スターシャはデザリアムが狙うイスカンダルに眠る情報資産の提供と引き換えに、デザリアムに停戦を呼びかけた。
停戦の最中にデスラーと古代を王都イスク・サン・アリアに招いたスターシャは、イスカンダルがかつて他の星の文明を情報化して収集したうえで虐殺してきたことを告げる。さらに、イスカンダル人が情報体として生きるようになったうえ、他文明の侵略を担わせるためにガルマン星からガルマン人を連行して洗脳し、ガミラスの名と、ガルマン星そっくりに作り変えたイスカンダルの双子星を与えて奴隷として使役してきたことも明かす。一連の件について懺悔したスターシャは、イスカンダル星もろとも自爆することをデスラーと古代に伝えた。
移民船団が脱出していく中、デスラーは己のプライドとスターシャへの思慕から、乗艦デウスーラIII世をゴルバに突入させてその装甲に破孔を穿ち、ヤマトに自身ごと波動砲で撃たせることにより、イスカンダルを救うことを要求する。デスラーの覚悟を汲んだ古代は波動砲を撃とうとするが、直前で土門に阻止される。そんな土門の姿に「絶対に譲れないものを譲れと言われたら戦うべきである」との覚悟を思い出した古代は、土門の発案した次元潜航艇コスモハウンドによるイスカンダル王族救出作戦を実施してスターシャを説得し、ゴルバからも逃げ切って彼女らを救出する。一方、コスモハウンドの置き土産の波動掘削弾の爆発で内部から破壊されつつあったゴルバは、なおも移民船団もろともデスラー艦隊と第65護衛隊を底部のエネルギー砲で狙うがイスカンダル星の自爆に巻き込まれ、消滅する。また、イスカンダル人は母星なしには生命を維持できないため、スターシャはデスラーの腕に抱かれたまま消滅し、ユリーシャは古代守の因子によって生き残ったサーシャを古代進に託して消滅していった。デスラーはスターシャへの想いを胸に、ガミラス民族の復興とガルマン星の再興の決意を新たにする。
事件後、ゴルバの破壊に際して波動掘削弾に搭載していたカメラが撮影した内部映像を見た真田志郎ら一部の面々は、困惑していた。そこには、地球のアンドロメダ級に酷似した艦の残骸が隔壁に埋もれた形で映っており、艦名プレートには "ARCTURUS CXCI E.F.C.F AAA-9207-…" と刻まれていた。それは「地球連邦宇宙軍アンドロメダ級9207番艦アークトゥルス191」を意味し、ガトランティス戦役当時の建造数を遥かに上回る数字であった。地球との奇縁が暗示されるデザリアムの正体などの謎を残し、『ヤマトよ永遠に REBEL3199』のタイトルバックとともに物語は幕を下ろす。

## 主要な登場キャラクター

### 第65護衛隊
古代 進（こだい すすむ）
声 - 小野大輔
本作では二等宙佐に昇任し、ヤマトの艦長となっている。前作で「時間断層と引き換えに高次元空間から救出された」という事実を重く受け止めており、それに見合うだけの人物になろうと苦悩している。それゆえ、劇中では理不尽な現実に対して打算的な判断を取りがちになっている。
森 雪（もり ゆき）
声 - 桑島法子
本作では二等宙佐に昇任し、補給母艦アスカの艦長を務める。婚約者の古代と同じく高次元空間から救出された立場ゆえ、マスコミにも常に注目されており、古代との時間を取れずにいる。
真田 志郎（さなだ しろう）
声 - 大塚芳忠
本作では二等宙佐に昇任し、戦闘空母ヒュウガの艦長を務める。
土門 竜介（どもん りゅうすけ）
声 - 畠中祐
宇宙防衛大学第38期生。ヤマトの新クルー。
時間断層の消滅に伴って実家の会社が倒産し、父が自殺とも受け取られる事故死をしたため、時間断層の消滅のきっかけを作った古代に恨みを抱き、経歴を改竄してヤマトに乗り込む。
徳川 太助（とくがわ たすけ）
声 - 岡本信彦
宇宙防衛大学第38期生。ヤマト機関科の新クルー。ヤマト初代機関長である徳川彦左衛門の次男。
板東 平次（ばんどう へいじ）
声 - 羽多野渉
宇宙防衛大学第38期生。ヤマト技術科の新クルー。
坂本 茂（さかもと しげる）
声 - 伊東健人
宇宙防衛大学第38期生。ヤマト航空隊の新クルー。
京塚 みやこ（きょうづか みやこ）
声 - 村中知
宇宙防衛大学第38期生。ヤマト衛生科の新クルー。
キャロライン雷電（キャロライン らいでん）
声 - 森永千才
宇宙防衛大学第38期生。補給母艦アスカに配備された空間騎兵隊員。
ヤーブ・スケルジ / 薮助治
声 - チョー
『2199』において機関科員としてヤマトに乗艦し、イズモ計画派の反乱に加担した末、ヤマトを降りてガミラスへ身を寄せた人物。
本作では3児の母であるバルナ（声 - 園崎未恵）と結婚し、バルナはヤーブの子を身籠っている。ザルツ人である家族をガミラス本星に残したまま、ガミラス軍技術交流官（ガミラス軍一等機関兵曹）としてヤマトへ派遣される。波動エンジンとゲシュ＝ヴァール機関の専門家として、試製次元潜航艇コスモハウンドの運用試験への協力が任務であった。
芹沢 虎鉄（せりざわ こてつ）
声 - 玄田哲章
地球連邦防衛軍統括司令副長官。本作では地球全権大使となり、艦隊司令の山南修（声 - 江原正士）、駐地球大使のローレン・バレル（声 - てらそままさき）とともに、ガミラス・イスカンダルへの平和使節団としてヤマトに乗り込む。

### ガミラス
アベルト・デスラー
声 - 山寺宏一
元ガミラス帝国総統。本作では民主政権と協力関係を構築し、ガミラス人が生きられる環境が整う惑星への移民政策を進める。
レドフ・ヒス
声 - 秋元羊介
ガミラス民主政府の首相。本作ではかつて冥王星の前線指揮官だったヴァルケ・シュルツの娘であるヒルデ・シュルツ（声 - 三浦綾乃）を引き取って育てており、彼女からは「おじさま」と呼ばれて敬愛されている。

### イスカンダル
スターシャ・イスカンダル
声 - 井上喜久子
イスカンダル星女王。
ユリーシャ・イスカンダル
声 - 桑島法子
イスカンダル星第三皇女。
クラウス・キーマン
声 - 神谷浩史
サンクテルの案内人。

### デザリアム
デーダー
声 - 天田益男
戦艦グレート・プレアデス艦長。デザリアム艦隊指揮官。
メルダーズ
声 - 黒田崇矢
マゼラン派遣軍総司令官。
自動惑星ゴルバに座乗する冷撤な口調の指揮官。イスカンダル星を故郷であるデザリアム星まで移送する命を受ける。
女の声
声 - 潘恵子
メルダーズにイスカンダル星の確保を命じた謎の存在。劇中では声のみの登場。波動文明を有するイスカンダルを「忌むべき星」と称し、自分たちの管理下に置こうとする。
最終決戦では、イスカンダルと同じく波動エネルギーを武器に使うヤマトを「悪魔の艦」と呼び、メルダーズに撃墜を厳命した。

## 登場メカ

### 地球連邦宇宙海軍
宇宙戦艦ヤマト
本作では第65護衛隊の旗艦となる。時間断層放棄に深く関与したことから、「軍備より人命を尊ぶ道を選んだ地球の象徴」という扱いを受けている。
補給母艦アスカ
第65護衛隊所属の補給艦。ドレッドノート級前衛航宙艦の派生型で、建造途中だった無人型ドレッドノート級の艦体を流用して建造された。長期航海可能な艦隊の高速戦闘補給艦であり、コスモリバースシステム研究の成果を反映させた装備を搭載している。
戦闘空母ヒュウガ
第65護衛隊所属の空母。アスカと同じく建造途中だった無人型ドレッドノート級の艦体を流用して建造されたドレッドノート級の派生型で、「多機能複合型標準戦艦構想」に基づいて開発された。司令塔および主砲塔を右側にオフセットし、左舷から後部にかけて飛行甲板が配されている。
試製空間戦闘攻撃機コスモパイソン
次期艦載マルチロールファイターの試作機。試験飛行隊としてヒュウガに搭載され、コスモタイガーIIとともに第65護衛隊の航空戦力を担う。
試製次元潜航艇コスモハウンド
次元潜航艦UX-01で使われている技術をガミラスから供与されて試製された次元潜航艇。政治情勢の煽りで運用試験の予定を変更されて補給母艦アスカの格納庫で組み立てられていた。
5式空間機動甲冑
旧来の装甲宇宙服に2式空間機動甲冑のデータを取り入れて高機動化した装備。

### ガミラス軍
特一等航宙戦闘母艦デウスーラIII世
デスラーの座乗艦。デスラー艦隊の旗艦。
ゲルバデス級と同時期に計画されたものの諸々の問題で開発が中断されていた艦だったが、ガミラスの移住先探査の旅に出るデスラーのために開発が再開されて完成した。
ガイペロン級多層式航宙母艦ランベア＜重武装ユニット装備＞
デスラー艦隊の1隻で、フォムト・バーガーの乗艦。ガイペロン級の中期型であり、かつてドメル機動部隊の1隻として七色星団でヤマトと死闘を展開した艦でもある。
本作では新型ユニットのテストベッドとして第2甲板部分を中心に「重武装ユニット」を装着しており、個艦火力の大幅増強や長期作戦能力の向上が図られている。

### デザリアム軍
プレアデス改級攻勢型戦艦グレート・プレアデス
デザリアムの艦隊旗艦。
プレアデス級攻勢型戦艦
ヒアデス級護衛艦
上記2艦級とも、デザリアム艦隊の構成艦。
デザリアム・ハンマー
デザリアムが用いる特殊兵器。寿命の尽きかけている惑星を破壊し、その破片を粉砕して変換したエネルギーを用いて惑星を長距離ワープさせる。
殲滅多脚戦車
ゴルバに多数搭載されている兵器。群れを組み、4足歩行で移動し、頭部のビームで攻撃目標を殲滅する。降下時は4つの脚を収束させて鋭利な形態を成す。ゴルバのメインホストによって制御されている。
自動惑星ゴルバ
デザリアムがイスカンダル星移送のために派遣した移動要塞。旧作同様、デスラー砲さえ通用しない防御膜を有し、本シリーズでは新たにレーダーや肉眼でも補足できないステルス機能に、敵艦艇の次元潜航を検知するデバイスや大口径の高エネルギー砲、さらには惑星サイズの質量を光速に近い速度で無傷のまま牽引するシステムが装備されている。
キャプチャフィールド
次元潜航中の物体を捕獲する発行体。百合の蕾状の形態をしているが、目標を捕獲する際に花冠が開く。捕獲された艦艇はゴルバの内部に転送され、殲滅多脚戦車で破壊される。

### ボラー連邦軍
航宙母艦
戦艦A型
戦艦B型
上記3艦級とも、ガルマン星に配備されていた艦隊の構成艦。正式名称が明かされるのは次回作『3199』からで、本作時点では仮称で紹介されている。

## 登場勢力・登場天体
地球連邦
時間断層の放棄により、軍拡路線から規模に見合った軍備の最適化へ方針を転換する。しかし、その矢先にガミラスとボラー連邦の間に戦争の可能性が浮上して対応に迫られた結果、「平和国家としての地球」を各所に喧伝するため、ヤマトを中心とした第65護衛隊を編成する。
劇中では時間断層の消滅について内外で意見が異なっており、ヤーブ（藪）の発言によれば、ガミラスでは称賛する声が挙がっている一方、当の地球内では戦争に巻き込まれることへの懸念から、軍が結果を改竄したという噂まで流れており、土門から「ポピュリズム（その場の勢い）で選んだ」と皮肉られている。
第65護衛隊
ヤマト・アスカ・ヒュウガの3隻で構成される小規模艦隊。ガミラス星とイスカンダル星に平和使節団を送り届ける任務を与えられている。人材育成のための訓練航海も兼ねており、新兵を多数乗艦させている。世論や新兵たちの中には「宣伝艦隊」と揶揄する者もいる。

ガミラス
惑星の寿命が迫っており、大規模な移民を計画していた。ガミラス人の病理的制限から移民先の選択における条件は厳しかったが、ガルマン星を確保できたことから計画が前進し始める。しかし、その矢先にデザリアムによって母星が消滅し、全国民の約7割が犠牲となる。
デスラー艦隊
デスラー率いる艦隊。ガルマン星奪取とその後の移民計画支援を担い、元親衛隊の艦と民主政府から派遣された艦で構成される。
民主政府
ガミラスの現政権であり、レドフ・ヒスが首相を務める。デスラーからの情報開示によって母星の寿命問題を本格的に認識し、緊急事態を内外に喧伝して移民計画を推し進める。

イスカンダル星
かつて、波動エネルギーを用いた大規模破壊兵器で一大星間国家を樹立していたが、現在では全宇宙の星々の救済を使命とする民族に生まれ変わっている。
本作ではかつて栄華を誇っていた時代のイスカンダルの実態が明かされる。
デザリアム
ガミラス星とイスカンダル星を襲撃した正体不明の勢力。イスカンダル星を「忌むべき星」と称し、自らの管理下に置こうとしている。地球やガミラスとは異なる独自の技術体系と、天体規模の物体のエネルギー化やワープ移送が可能な高い技術力を有する。
ボラー連邦
銀河系の一翼に広がる巨大な星間国家。ガルマン星を占領していたが、デスラーによる武力介入を経て奪取される。
直接的な登場は第1話のみだが、その国力から劇中にて大きな影響を与えている。
ガルマン星
天の川銀河の伴銀河であるいて座矮小楕円銀河に存在する惑星。サレザー系のガミラス星・イスカンダル星と同じく二重惑星の片割れとなっている。デスラーがガルマン星と交流を持ってガルマン人がガミラス人と同じ身体的特徴を持つ人種であることを知り、歴史的にも関連性があることが示唆されている。ボラー連邦の資源開発星としてガルマン人が奴隷として扱われていたことから、デスラーは武力解放を行ってガミラス人の移民先に定める。
第7話において、ガミラス人との関係性が明かされる。
ボルゾン系
デザリアムに牽引されるイスカンダル星が最初のワープで辿り着いた惑星系。第4話以降の舞台となる。
主星ボルゾンは年老いた恒星であり、寿命が近く肥大化している。第1惑星として木星クラスの惑星「ガルマリオ」を持つが、主星の引力によってドングリのような楕円球になってしまっており、こちらも死にかけの状態にある。デザリアムはガルマリオを破壊して得たエネルギーにより、イスカンダル星を再度ワープさせようと目論む。

## スタッフ
- 製作総指揮・著作総監修 - 西﨑彰司
- 原作 - 西﨑義展
- 監督 - 安田賢司
- 脚本 - 福井晴敏、岡秀樹
- キャラクターデザイン - 結城信輝
- メカニカルデザイン - 玉盛順一朗、石津泰志、明貴美加
- ゲストキャラクターデザイン - 小林千鶴、岸田隆宏、立石聖
- プロップデザイン - 枝松聖
- 美術監督 - 合六弘、池田裕輔、舘藤健一
- 色彩設計 - 中山久美子
- 撮影監督 - 松井伸哉
- CGディレクター - 後藤浩幸
- 編集 - 兼重涼子
- 音楽 - 宮川彬良、宮川泰
- 音響監督 - 吉田知弘
- オリジナルサウンドエフェクト - 柏原満
- プロデューサー - 中川久美子、雨川みづき
- アニメーションプロデューサー - 植田慎也
- アニメーション制作 - サテライト
- 制作メイン - ステイプルエンタテインメント
- 製作 - 宇宙戦艦ヤマト2205製作委員会

## 主題歌
オープニングテーマ
「宇宙戦艦ヤマト」
作詞 - 阿久悠 / 作曲・編曲 - 宮川泰 / 歌 - ささきいさお
劇場上映では未使用で、BD・DVDの各話オープニングとして使用される。第1作『宇宙戦艦ヤマト』で使用された音源を使用している。

エンディングテーマ
「愛は今も光」
作詞 - 森雪之丞 / 作曲・編曲 - 宮川彬良 / 歌 - 平原綾香

挿入歌
挿入歌はいずれも原曲の音源を使用している。
「ヤマト!! 新たなる旅立ち」（第2話）
作詞 - 阿久悠 / 作曲・編曲 - 宮川泰 / 歌 - ささきいさお
「別離」（第7話）
作詞 - 和田順子 / 補作詞 - 山口洋子 / 作曲・編曲 - 宮川泰 / 歌 - 堀江美都子

## 各話リスト
| 話数   | サブタイトル                                | 絵コンテ           | 演出               | 総作画監督 | 作画監督                                                                   |
| ------ | ------------------------------------------- | ------------------ | ------------------ | ---------- | -------------------------------------------------------------------------- |
| 第1話  | 銀河系大戦勃発の危機！ ヤマト艦隊集結せよ！ | 安田賢司           | 野崎真代           | -          | 藤川太、立石聖                                                             |
| 第2話  | ヤマト、新たなる旅立ち!!                    | 安田賢司           | 浅見松雄           | -          | 日向正樹、小林利充                                                         |
| 第3話  | ガミラス星 最後の日                         | 安田賢司           | ヤマトナオミチ     | 石本英治   | 石本英治、伊藤亜矢子、山本真理子                                           |
| 第4話  | イスカンダルを救え！ 若き勇者たちの反乱!!   | 安田賢司           | 野崎真代           | 結城信輝   | 藤川太、立石聖                                                             |
| 第5話  | 緊急指令！ ヤマト、イスカンダルを撃て!!     | 安田賢司           | 筑紫大介、野崎真代 | 石本英治   | 相馬満                                                                     |
| 第6話  | 移民船団救出作戦・次元の壁を超えて行け！    | 安藤真裕、安田賢司 | ヤマトナオミチ     | -          | 伊藤亜矢子、長沼智也、和田高明                                             |
| 第7話  | イスカンダル 滅びゆくか哀の星よ             | 安田賢司           | 橋本みつお         | -          | 蒼依ふたば、たかぎじゅん、福島喜晴                                         |
| 最終話 | こんにちは サーシャ                         | 安田賢司           | 野崎真代           | -          | 相馬満、立石聖、伊藤亜矢子、陣内美帆、長沼智也、浜津武広、石本英治、李小雷 |

## テレビ放送
2024年7月に本作の続編『ヤマトよ永遠に REBEL3199』第一章「黒の侵略」が公開されることを受け、同年5月より無料テレビ局にて放送。本作は#各話リストに記したとおり元は全8話構成であり、劇場公開時には各話OP・EDやサブタイトルテロップを省いて4話分を一編に再構成していたが、テレビ放送時にはBD収録版を30分枠で1週につき1話ずつ放送している。
| 放送期間 | 放送時間                     | 放送局   | 対象地域 | 備考                  |
| --- | ---------------------------- | -------- | -------- | --------------------- |
| 2024年5月2日 - 2024年6月19日 | 木曜 0:00 - 0:30（水曜深夜） | BS11     | 日本全域 | BS放送 / 『ANIME+』枠 |
| | 木曜 22:00 - 22:30           | TOKYO MX | 東京都   |                       |
| 上記全局では同年4月から『宇宙戦艦ヤマト2199』第1話・第2話、『宇宙戦艦ヤマト2202 愛の戦士たち』第1話・第4話の順で放送し、その後に本作を放送した。 |                              |          |          |                       |

## 映像ソフト
前作と同様、バンダイナムコアーツから、エモーションのレーベルで販売。一般発売の前に上映劇場においてBDの特別限定版が数量限定で先行販売された。
| 巻   | 発売日        | 発売日         | 収録話        | 品番         | 品番      | 品番      |
| 巻   | 劇場先行      | 一般           | 収録話        | BD特別限定版 | BD        | DVD       |
| ---- | ------------- | -------------- | ------------- | ------------ | --------- | --------- |
| 前章 | 2021年10月8日 | 2021年11月26日 | 第1話 - 第4話 | BDOT-0265    | BCXA-1663 | BCBA-5092 |
| 後章 | 2022年2月4日  | 2022年3月29日  | 第5話 - 第8話 | BDOT-0266    | BCXA-1664 | BCBA-5093 |

## メディア展開
『宇宙戦艦ヤマト 未来への航路』
CTWが自社のプラットフォームのG123用にスマートフォンとパソコン向けに2023年6月22日より配信されたシミュレーションゲーム。リメイクシリーズ全般を題材にしている。